# Christian Bouckenooghe
Christian Bouckenooghe (ur. 7 lutego 1977 w Avarui) – nowozelandzki piłkarz występujący na pozycji obrońcy. Obecnie jest zawodnikiem Club Roeselare.

## Kariera klubowa
Bouckenooghe urodził się na Wyspach Cooka, skąd pochodziła jego matka. Jego ojciec natomiast był Belgiem. Kiedy Bouckenooghe był dzieckiem emigrował z rodziną do Nowej Zelandii. Tam rozpoczął zawodową karierę w klubie Tauranga City United. W 1995 roku trafił do angielskiego Rotherham United, gdzie spędził jeden sezon, jednak nie rozegrał żadnego spotkania. W 1996 roku odszedł do belgijskiego drugoligowca KSV Waregem. W 1997 roku został zawodnikiem KSV Roeselare, w którym występował przez kolejne cztery sezony. Rozegrał tam 82 ligowe spotkania i strzelił 13 goli. Potem przez kolejne pół roku był graczem SVD Handzame (8 meczów, 1 gol) oraz KV Oostende, w którym spędził rok, a także zagrał 27 razy i zdobył 3 bramki. W 2003 roku po raz drugi w karierze trafił do KSV Roeselare. W sezonie 2004/2005 wywalczył z nim awans do pierwszej ligi. W 2006 roku odszedł do drugoligowego Red Star Waasland, a od 2008 roku jest graczem Club Roeselare.

## Kariera reprezentacyjna
Bouckenooghe jest reprezentantem Nowej Zelandii. W drużynie narodowej zadebiutował w 1998 roku. W 1999 roku został powołany do kadry na Puchar Konfederacji. Zagrał na nim we wszystkich trzech meczach swojej reprezentacji, która odpadła z turnieju po fazie grupowej. W 2000 roku był uczestnikiem Pucharu Narodów Oceanii. 19 czerwca 2000 w meczu fazy grupowej tego turnieju z Tahiti (4:1) strzelił pierwszego gola w drużynie narodowej. Na tamtym Pucharze Narodów Oceanii Nowa Zelandia zajęła 2. miejsce, po porażce w jego finale 0:2 z Australią. W 2002 roku Bouckenooghe wraz z kadrą wygrał rozgrywki Pucharu Narodów Oceanii. W 2003 roku wystąpił w dwóch meczach Pucharu Konfederacji, z którego Nowa Zelandia odpadła po fazie grupowej.